# Rue Roger Abeels
Pour les articles homonymes, voir Roger et Abeels.
La rue Roger Abeels (en néerlandais : Roger Abeelsstraat) est une rue bruxelloise de la commune de Ganshoren qui va de la rue Sergeant Sorensen à la rue des Clématites.
La numérotation des habitations va de 1 à 13 pour le côté impair, tandis que le côté pair ne comporte que l'école communale.